# Виберг, Харальд
Харальд Виберг (1 марта 1908, г. (Анкарсрум) – 15 августа 1986 г., Фальчёпинг) – известный шведский художник, в том числе своими рисунками к скандинавским сказкам Астрид Линдгрен и других авторов, которые переведены и продолжают издаваться в целом ряде иных стран (включая Россию) помимо Швеции.

## Биография
Харальд Виберг родился весной 1908 года в г. Анкарсрум в семье железнодорожных рабочих, в которой кроме Харальда росло семь братьев и сестёр. Будущее призвание проявило себя рано: сколько Харальд себя помнил – он всегда рисовал животных и уже в школьном возрасте понял, что хочет заниматься в жизни именно этим. Устроившись на заводе «Ankarsrum», он и в рабочее время умудрялся рисовать.
Через некоторое время страсть к рисунку так захватила его воображение, что он оставил свой завод и уехал
учиться в школу искусств в Стокгольме. Харальд также несколько раз пытался поступить в Академию, но не был принят, и поэтому посещал вечерние курсы Альберта Энгстрема.
Его кисти принадлежат множество рисунков животных, птиц, иллюстраций к детским книгам (всего более 10). Целый ряд его рисунков и пейзажей северной природы Скандинавии хранится в Национальном музее Швеции.
В 1966 году Харальда  женился на 20-летней Кристине, которая вспоминала, что «разница в возрасте не была проблемой для нас. Мы весело проводили время вместе. Харальд был шутник с очень тонким чувством юмора». Для постройки своего дома они выбрали место недалеко от Västervik, в Gladhammar, где с одной стороны дом окружал густой лес Смоланда с лосями и оленями и равнина с редкими деревьями с другой. «В истинном месте проживания эльфов и томтте», как говорил Харальд. В 1980 супруги вынуждены были переехать на ферму Redeberga за пределами Falköping, где Харальд и скончался 15 августа 1986 года.

## Награды и общественное признание
- Премия Эльзы Бесков (1976 г.)
- Премия на выставке графики в Будапеште в 1971 г. (за графический мотив «Бегущего оленя»)
- Книги с рисунками Х. Виберга представлены в Национальном музее в Стокгольме и художественном музее в Кальмаре.